# Tabanus zayuensis
Tabanus zayuensis är en tvåvingeart som beskrevs av Wang 1982. Tabanus zayuensis ingår i släktet Tabanus och familjen bromsar. Inga underarter finns listade i Catalogue of Life.